# Julius Wagner-Jauregg
Julius Wagner-Jauregg (do leta 1919 Julius Wagner Ritter von Jauregg), avstrijski zdravnik psihiater, nobelovec, * 7. marec 1857, Wels, Gornja Avstrija, Avstrijsko cesarstvo, † 27. september 1940, Dunaj, Nemška Avstrija.
Znan je predvsem po zdravljenju duševnih motenj s povišanjem telesne temperature, za kar je kot prvi psihiater prejel Nobelovo nagrado za fiziologijo ali medicino in je do danes edini, ki je prejel to priznanje za odkritja na področju psihiatrije. V letih pred smrtjo naj bi bil aktiven tudi kot zagovornik nacistične ideologije na področjih psihiatrije in evgenike, zato je danes v Avstriji kontroverzna osebnost.

## Življenje in delo
Leta 1874 je vpisal študij medicine na Univerzi na Dunaju, opravil ga je na Inštitutu za splošno in eksperimentalno patologijo, kjer je študiral z znanim avstrijskim patologom Salomonom Strickerjem. Doktoriral je leta 1880 s tezo z naslovom L'origine et la fonction du coeur accélére (Izvor in funkcija pospešenega srca) in ostal na inštitutu še do leta 1882. V tem času se je med drugim seznanil s poskusi na živalih, ki takrat še niso bili splošno uveljavljena praksa, in preučeval simpatično oživčenje srca ter vpliv vagusnega živca na pljučno dihanje.
Po doktoratu se je želel ukvarjati z interno medicino, vendar ni dobil ustreznega mesta, zato se je leta 1883 prijavil za mesto asistenta na prvi avstrijski psihiatrični kliniki. Kljub temu, da pred tem ni imel nobenih izkušenj s psihiatrijo, je že leta 1885 postal predavatelj nevropatologije, dve leti kasneje pa mu je Maximilian Leidesdorf zaradi bolezni prepustil vodenje klinike. Leta 1889 je nasledil slavnega psihiatra von Krafft-Ebinga na mestu izrednega profesorja na Medicinski fakulteti Univerze v Gradcu in direktorja nevropsihiatrične klinike. Tu je preučeval golšavost in kretenizem ter vpliv pomanjkanja joda na oboje. Leta 1892 je bil imenovan v Landesirrenanstalt (Državno norišnico) in leto kasneje še za izrednega profesorja psihiatrije in živčnih obolenj ter direktorja klinike za psihiatrijo in živčna obolenja na Dunaju. V začetku 20. stoletja je odšel na psihiatrično kliniko splošne bolnišnice (Allgemeines Krankenhaus), kjer je videl boljše možnosti za delo. Nazadnje se je leta 1911 vrnil v Landesirrenanstalt in ostal tu do svoje upokojitve leta 1928.
Njegovo glavno delo je bilo preučevanje vpliva povišane telesne temperature na duševne motnje. Že na dunajski psihiatrični kliniki je opazil, da se je duševno stanje psihičnih bolnikov izboljšalo, če so se okužili s kako nalezljivo boleznijo. V 1890. letih je pripisal izboljšanje vročini, ki spremlja okužbo, in umetno sprožal vročino z vbrizgavanjem bakterij, ki povzročajo erizipel, in tuberkulina. Na ta način je poskušal ozdraviti progresivno demenco pri bolnikih s takrat neozdravljivim zadnjim stadijem sifilisa, ki so predstavljali približno 15 % vseh bolnikov v psihiatričnih ustanovah. Neuspeh je pripisal prenizki vročini, zato je leta 1917 poskusno okužil nekaj bolnikov z malarijo (ta je bila ozdravljiva s kininom), kar se je izkazalo za izjemno uspešno in ob množični uveljavitvi terapije je ozdravelo 15 do 40 % bolnikov, pri več kot polovici pa se je pokazalo izboljšanje simptomov. Za to odkritje je leta 1927 prejel Nobelovo nagrado za fiziologijo ali medicino. Terapija se je uporabljala do Wagner-Jaureggove smrti, ko jo je nadomestilo zdravljenje s penicilinom.
Po prvi svetovni vojni je bila klinika za psihiatrijo in živčna obolenja na Dunaju, katere direktor je bil, tarča plazu kritik zaradi uporabe elektrošokov in podobnih nasilnih metod za »zdravljenje« nevroz pri vojakih, ki so zaradi travm zapustili bojišče. Stališče stroke je bilo, da so to samo simulanti, ki poskušajo dezertirati, zato so te metode uporabljali kot kazen in spodbudo vojakom da so se vrnili v boj. Za mnenje so vprašali Sigmunda Freuda, ki se je v svoji ekspertizi postavil na Wagner-Jaureggovo stran, češ da se ta »gotovo ni posluževal pretirano krutih metod«, zato je bil razbremenjen vseh obtožb. Dogodek je zanimiv, saj sta bila Wagner-Jauregg in Freud sošolca in sta ostala v stiku tudi v kasnejših letih, vendar je bil njun odnos zapleten, saj je bil Wagner-Jauregg odkrit nasprotnik Freudove psihoanalize. Po mnenju nekaterih avtorjev je Freud zgolj uporabil priložnost za promoviranje svojih idej o podzavestnih motivih, saj za svoje mnenje ni imel popolnoma nobenih dokazov in je Wagner-Jauregg kasneje v svoji avtobiografiji sam zapisal, da je uporabljal elektrošoke kot metodo represije nad »simulanti«.

## Zapuščina
Kljub aferi z elektrošoki je Wagner-Jauregg do konca življenja užival precejšen ugled in po smrti leta 1940 je bil pokopan s častmi na osrednjem dunajskem pokopališču. V Avstriji so po njem poimenovane številne medicinske ustanove, ulice in šole, njegov portret je tudi na leta 1953 izdanem bankovcu za 500 šilingov. V zadnjih desetletjih pa je njegovo delovanje v času vzpona nacionalsocializma predmet intenzivne javne debate. Dokumentacijski arhiv avstrijskega odporniškega gibanja je leta 2003 dal predlog za revizijo častnega statusa pokopanih na osrednjem dunajskem pokopališču v času vladavine nacionalsocializma. S podporo več političnih strank so na guvernerja Gornje Avstrije naslovili tudi peticijo za preimenovanje po Wagner-Jaureggu poimenovanih krajev in ustanov, saj je bil po njihovih ugotovitvah prepričan nacist ter antisemit, član NSDAP in (med drugim) zagovornik negativne evgenike ter »rasne higiene«. Zgodovinska komisija za to vprašanje je v svojem uradnem poročilu zapisala, da je bil sicer konzervativno usmerjen in imel glede evgenike podobna stališča kot drugi vidnejši znanstveniki tistega časa, a da ni dokazov, da bi zagovarjal radikalnejše vidike nacistične ideologije. Tudi trditev o članstvu v NSDAP je po njihovih navedbah sporna, saj je »iz neznanih razlogov« šele nekaj mesecev pred smrtjo zaprosil zanj, a so ga zavrnili na podlagi rasnih pomislekov (njegova prva žena je bila Judinja). Kljub temu ostaja tema v Avstriji kontroverzna, trditve o njegovi nacistični usmerjenosti pa se pojavljajo tudi v več sodobnih tujih virih.